# Krameriàcies
Krameriàcia (Krameriaceae) és una família de plantes amb flor.
En el sistema de classificació filogenètica APG II la família està dins el clade dels rosids sense assignar a cap ordre en concret.

## Taxonomia
És optatiu d'incloure o no aquesta família dins.les Zygophyllaceae.
En el sistema Cronquist la família s'ubica dins les polygales.
La família de les Krameriàcies conté un sol gènere: Krameria i unes 25 espècies.

## Descripció
Les espècies de la família krameriàcia són arbusts o herbes perennes. Són plantes parcialment paràsites. Les fulles tenen una disposició alterna i contenen cristalls d'oxalat de calci. Les flors són hermafrodites de forma irregular i de pol·linització entomòfila.
El fruit és sec i no pas carnós del tipus aqueni normalment cobert amb espines i amb una sola llavor.
La distribució d'aquesta família és a la regió holàrtica i la neotropical.